# Bréal-sous-Montfort
Bréal-sous-Montfort (tiếng Breton: Breal-Moñforzh) là một xã của tỉnh Ille-et-Vilaine, thuộc vùng Bretagne, miền tây bắc nước Pháp.

## Dân số
Người dân ở Bréal-sous-Montfort được gọi là Bréalais.
| Năm | 1962 | 1968 | 1975 | 1982 | 1990 | 1999 |
| --- | ---- | ---- | ---- | ---- | ---- | ---- |
| Dân số | 1616 | 1771 | 2518 | 3117 | 3399 | 3825 |
| From the year 1962 on: No double counting—residents of multiple communes (e.g. students and military personnel) are counted only once. |      |      |      |      |      |      |